# شنفلد (اشتاینبورگ)
شنفلد (به آلمانی: Schenefeld) یک شهر در آلمان است که در اشتاینبورگ واقع شده‌است. شنفلد ۲٬۴۶۶ نفر جمعیت دارد.